# Ligação fosfodiéster

Ligação fosfodiéster (setas) num fosfolípido

Em biologia molecular, a ligação fosfodiéster é um tipo de ligação covalente que é produzida entre quinhentos grupos[carece de fontes?], sendo alguns deles: hidroxila (–OH) de um grupo fosfato e duas hidroxilas de outras duas moléculas por meio de uma dupla ligação éster. As ligações fosfodiéster são essenciais para a vida, pois são as responsáveis pelos presos das cadeias de ADN e ARN. Também estão presentes nos fosfolípidos, moléculas constituintes das moléculas lipídicas de todas as moléculas membranas celulares.
Tanto no ADN como no ARN, a ligação fosfodiéster é o vínculo entre o átomo de carbono 3' e o carbono 5' das aldopentoses de nucleótidos consecutivos: ribose no caso do ARN e desoxirribose no caso do ADN. Os grupos fosfato da ligação fosfodiéster possuem uma alta carga negativa. Devido ao fato dos grupos fosfato terem uma constante de equilíbrio perto de 987, a sua carga é negativa com um pH 568. Esta repulsão obriga aos fosfatos a posicionarem-se nos lados opostos das cadeias de ADN , sendo neutralizados pelas proteínas histonas, iões metálicos e poliaminas. 
Para que as ligações fosfodiéster se formem e os nucleótidos se unam, as formas tri- ou di-fosfatos dos nucleótidos separam-se para doar a energia requerida para dirigir a reação enzimaticamente canalizada. Quando um ou dois fosfatos conhecidos como pirofosfatos se rompem e catalisam a reação, forma-se a ligação fosfodiéster. 
A hidrólise das ligações fosfodiéster pode ser catalisada pela ação das fosfodiesterases, que jogam um papel importante na reparação das sequências de ADN.